# Heinz Taxweiler
Heinz Taxweiler (* 14. Dezember 1920 in Celle bei Hannover; † 13. Mai 1944 in Permiskyl-Saar, Estland) war ein deutscher Antifaschist und Mitglied des Nationalkomitees Freies Deutschland.

## Biografie
Taxweiler war der Sohn eines Schuhmachers und arbeitete als Assistent in der Werkstatt seines Vaters.
Zu Beginn des Zweiten Weltkriegs wurde er in die Wehrmacht eingezogen, und zwar in die 111. Infanteriedivision. Da er das faschistische Regime nicht unterstützen wollte, verließ er seine Einheit. Als „Mykola“ versteckte er sich sechs Monate lang in Besljudiwka in der Region Charkiw unter den Einwohnern. Als deutsche Patrouillen Zwangsarbeiter rekrutierten, wurde er von den Dorfbewohnern gedeckt, die vorgaben, er sei taub und stumm. Am 9. März 1942 wurde er von der deutschen Militärpolizei aufgespürt und festgenommen. Er entging nur knapp der Todesstrafe und wurde zu fünf Jahren Zuchthaus verurteilt; diese Haftstrafe hätte er nach Kriegsende verbüßen müssen. Im November 1942 wurde er zunächst in das Strafgefangenenlager Esterwegen überstellt, von dort im April 1943 in ein Lazarett gebracht. Schließlich wurde er in das Wehrmachtsgefängnis Fort Zinna in Torgau überstellt, in das Straf-Bataillon Nr. 561 versetzt und erneut an die Ostfront geschickt.
An der Wolchow-Front lief er am 20. Dezember 1943 zur Roten Armee über. Er trat der Leningrader Gruppe des Nationalkomitees „Freies Deutschland“ als Teil der 59. Armee bei, wo er die Position des Frontbeauftragten innehatte. Er spielte eine herausragende Rolle bei der Organisation von Propaganda, die zum Ziel hatte, Wehrmachtssoldaten aufzurufen, sich von Hitler zu lösen und den Krieg so schnell wie möglich zu beenden. Diese Aufforderung übermittelte er täglich mithilfe eines Megaphons aus den Schützengräben heraus. Der Militärrat der 59. Armee erhielt eine Medaille für Mut und Tapferkeit.
Am 13. Mai 1944 wurde er bei einem seiner Aufrufe an deutsche Soldaten am Ufer des Flusses Narva in Permiskyl-Saar tödlich verwundet. Zunächst wurde er in dem estnischen Dorf Zagrivye und später in einem Massengrab in der Stadt Slanzy im Leningrader Gebiet beigesetzt.
Das Komitee Freies Deutschland gab später ein Propagandablatt heraus: „Fluch den Mördern von Heinz Taxweiler!“